# Liechtensteinische Fussballnationalmannschaft (U-17-Junioren)
Die liechtensteinische U-17-Fussballnationalmannschaft ist eine Auswahlmannschaft liechtensteinischer Fussballspieler. Sie unterliegt dem Liechtensteiner Fussballverband und repräsentiert ihn international auf U-17-Ebene, etwa in Freundschaftsspielen gegen die Auswahlmannschaften anderer nationaler Verbände, bei U-17-Europameisterschaften und U-17-Weltmeisterschaften.
Die Mannschaft qualifizierte sich 1998 zum bislang einzigen Mal für eine Europameisterschaft und schied dabei in der Vorrunde aus. 2010 verzichtete sie als Gastgeber auf die Teilnahme.
Für eine Weltmeisterschaft konnte sie sich bislang nicht qualifizieren.

## Teilnahme an U-17-Weltmeisterschaften
(Bis 1989 U-16-Weltmeisterschaft)
| 1985 | nicht qualifiziert |
| 1987 | nicht qualifiziert |
| 1989 | nicht qualifiziert |
| 1991 | nicht qualifiziert |
| 1993 | nicht qualifiziert |
| 1995 | nicht qualifiziert |
| 1997 | nicht qualifiziert |
| 1999 | nicht qualifiziert |
| 2001 | nicht qualifiziert |
| 2003 | nicht qualifiziert |
| 2005 | nicht qualifiziert |
| 2007 | nicht qualifiziert |
| 2009 | nicht qualifiziert |
| 2011 | nicht qualifiziert |
| 2013 | nicht qualifiziert |
| 2015 | nicht qualifiziert |
| 2017 | nicht qualifiziert |
| 2019 | nicht qualifiziert |
| 2023 | nicht qualifiziert |

## Teilnahme an U-17-Europameisterschaften
(Bis 2001 U-16-Europameisterschaft)
| 1982 | nicht qualifiziert |
| 1984 | nicht qualifiziert |
| 1985 | nicht qualifiziert |
| 1986 | nicht qualifiziert |
| 1987 | nicht qualifiziert |
| 1988 | nicht qualifiziert |
| 1989 | nicht qualifiziert |
| 1990 | nicht qualifiziert |
| 1991 | nicht qualifiziert |
| 1992 | nicht qualifiziert |
| 1993 | nicht qualifiziert |
| 1994 | nicht qualifiziert |
| 1995 | nicht qualifiziert |
| 1996 | nicht qualifiziert |
| 1997 | nicht qualifiziert |
| 1998 | Vorrunde           |
| 1999 | nicht qualifiziert |
| 2000 | nicht qualifiziert |
| 2001 | nicht qualifiziert |
| 2002 | nicht qualifiziert |
| 2003 | nicht qualifiziert |
| 2004 | nicht qualifiziert |
| 2005 | nicht qualifiziert |
| 2006 | nicht qualifiziert |
| 2007 | nicht qualifiziert |
| 2008 | nicht qualifiziert |
| 2009 | nicht qualifiziert |
| 2010 | zurückgezogen 1    |
| 2011 | nicht qualifiziert |
| 2012 | nicht qualifiziert |
| 2013 | nicht qualifiziert |
| 2014 | nicht qualifiziert |
| 2015 | nicht qualifiziert |
| 2016 | nicht qualifiziert |
| 2017 | nicht qualifiziert |
| 2018 | nicht qualifiziert |
| 2019 | nicht qualifiziert |
| 2022 | nicht qualifiziert |
| 2023 | nicht qualifiziert |
| 2024 | nicht qualifiziert |